# Nueva Liverpool
Nueva Liverpool (del inglés: New Liverpool) es un barrio de neto estilo inglés de la ciudad de Bahía Blanca, al sur de la provincia de Buenos Aires, Argentina. Desde comienzos de la década de 1990, gran parte de sus viviendas fueron cedidas por el gobierno municipal a habitantes de clases bajas, especialmente inmigrantes de los países limítrofes.

## Historia

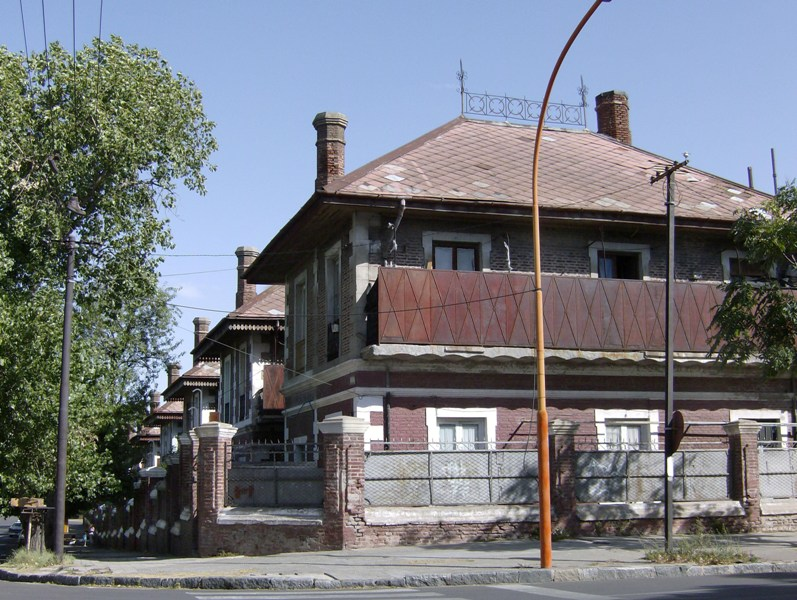
Calle Brickman.

El barrio Nueva Liverpool, también conocido como barrio inglés de Bahía Blanca, tuvo sus comienzos a principios del siglo XX y debe su origen a inmigrantes ingleses instalados en la ciudad que se dedicaban especialmente al trabajo en el mercado de concentración de lana, frutos y cueros conocido como Mercado Victoria. 
Por sus excepcionales características, Victoria fue el mercado más importante de su especie de América del Sur, que con una extensión cubierta de más de 10 hectáreas para el acopio de frutos, lana, cereales, cueros y vinos que se exportaban desde Puerto Galván de Ingeniero White, requería una importante cantidad de mano de obra.
Hacia 1908, la mitad del barrio Nueva Liverpool se encontraba terminado. Cada edificio se compone de cuatro apartamentos, dos en planta baja y dos en planta alta, con tres habitaciones, cuarto de baño y cocina. La arquitectura del lugar reproduce la fisonomía de los barrios de clase trabajadora de la ciudad portuaria de Liverpool de Inglaterra, que con ladrillos a la vista, techos con pendiente y un ritmo pausado de chimeneas posee una identidad propia y distintiva dentro de la ciudad.
Con el paso del tiempo, la mayoría de los descendientes de estos propietarios ingleses fueron abandonando el barrio e integrándose al resto de los barrios de la ciudad de Bahía Blanca. Gran parte de las viviendas fueron ocupadas por inmigrantes de países limítrofes, y su uso abusivo contribuyó notablemente al deterioro del lugar.
Desde 1990 la mayoría de sus moradores goza del derecho al uso que les fue cedido sobre estos inmuebles.